# Кљештани (Кладањ)
Кљештани су насељено мјесто у општини Кладањ, Босна и Херцеговина

## Историја
Кљештани су до рата у цијелости били у саставу општине Власеница.

## Становништво
|             | 2013.      | 1991.       | 1981.        | 1971.        | 1961.        |
| Укупно      | 0 (0,000%) | 82 (100,0%) | 123 (100,0%) | 156 (100,0%) | 126 (100,0%) |
| Срби        | –          | 82 (100,0%) | 122 (99,19%) | 156 (100,0%) | 126 (100,0%) |
| Југословени | –          | –           | 1 (0,813%)   | –            | –            |